# Zamach w Stambule (2008)
Zamach bombowy w Stambule – akt terroryzmu, który miał miejsce 27 lipca 2008 roku. Wówczas na stambulskiej ulicy Güngören doszło do dwóch eksplozji bomb. W wyniku zamachu zginęło 17 osób (w tym pięcioro dzieci) a 154 odniosło rany. Zamach odbył się o godzinie 21:45 czasu lokalnego (20:45 czasu polskiego). Zamach z 27 lipca był jednym z najbardziej tragicznych ataków bombowych na terenie Turcji od 2003 roku.

## Szczegóły ataku
Pierwsza bomba była podłożona w pobliżu lokalnej budki telefonicznej natomiast druga była zlokalizowana w kuble na śmieci ustawionym około 50 metrów od celu pierwszej bomby. Eksplozja spowodowała panikę na zatłoczonej ulicy, ludzie stłoczyli się w jednym miejscu próbując pomóc ofiarom wybuchu pierwszej bomby wówczas po 10 minutach od pierwszej eksplozji została zdetonowana druga bomba. Po zamachu analityk polityczny, Damla Aras powiedział, że bombą użytą w zamachu był ładunek wybuchowy C4, popularny wśród terrorystów także z PKK, którzy niejedno krotnie nabyli podobne materiały z północnego Iraku.

## Śledztwo oraz dochodzenie
Po zamachu żadne organizacja nie przyznała się do zorganizowania ataku jednakże pierwsze podejrzenia zostały postawione kurdyjskim separatystom. Stambulska policja stwierdziła, że zamachy mogły być dziełem PKK w związku z przeprowadzoną operacją armii tureckiej skierowanej przeciwko kurdyjskim rebeliantom. Kilka dni później jeden z wyższych przedstawicieli PKK zaprzeczył jakoby to Kurdowie byli odpowiedzialni za zamachy w Stambule.
W związku z operacją policji w ciągu kilku następnych tygodni aresztowano trzech nastolatków, mieszkańców Stambułu którym postawiono zarzuty zorganizowania zamachów.